# 菠萝莓
“菠萝莓”（德語：Ananaserdbeere）。雖然與日本白草莓在外觀上很相似，但兩者並不相同。

## 名称来源
菠萝莓的外形与草莓十分相似，果肉是奶白色的。尝起来味道与菠萝相似。

## 介绍
菠萝莓是由一群荷兰农民用南美野生草莓—智利草莓与北美草莓—弗州草莓杂交出来的。他们所用的杂交材料都是在法国获得的，并非如传言中的采自智利野外。
荷兰的果农开始进行商业化种植后，果实由绿变白、小籽呈现深红色时，就成熟了，可以食用。